# 台湾野茉莉
台湾野茉莉（学名：Styrax matsumuraei）为安息香科安息香属下的一个种。

## 扩展阅读
- 維基物種上的相關：台湾野茉莉